# Grande Prêmio do Japão de 2022
O Grande Prêmio do Japão de 2022 (formalmente denominado Formula 1 Honda Japanese Grand Prix 2022) foi a décima oitava etapa do Campeonato Mundial de Fórmula 1 de 2022, disputada em 9 de outubro de 2022 no Circuito de Suzuka, Suzuka, Japão. Max Verstappen venceu a corrida e sagrou-se bicampeão mundial de Fórmula 1.

## Antecedentes e resumo da corrida
O evento foi realizado durante o fim de semana de 7 a 9 de outubro. Foi a décima oitava rodada do Campeonato Mundial de Fórmula 1 de 2022 e a primeira vez que o evento foi realizado desde 2019, com as corridas de 2020 e 2021 canceladas devido à pandemia de COVID-19. Valtteri Bottas entrou nessa prova como o vencedor da última corrida.
Entrando no final de semana, Max Verstappen liderava o Campeonato de Pilotos por 104 pontos a frente de Charles Leclerc, segundo, e 106 pontos a frente do colega de equipe Sergio Pérez, em terceiro. A equipe Red Bull Racing liderava o Campeonato de Construtores, na frente da Ferrari por 137 pontos e da Mercedes por 203 pontos. Pela segunda corrida, Verstappen teve a oportunidade de garantir seu segundo Campeonato Mundial de Pilotos consecutivo. Ele precisava superar Leclerc por oito pontos e Pérez por seis.
Após a qualificação, Max Verstappen recebeu uma reprimenda dos comissários de bordo por um incidente no Q3 envolvendo a perda de controle do carro o que exigiu que Lando Norris manobrasse em torno da Verstappen em velocidade elevada na 130R. Apesar disso, não foi emitida nenhuma penalidade na grelha.
A corrida começou às 14h00, hora local, do dia 9 de outubro de 2022, mas foi marcada com bandeira vermelha na volta 2. Houve alguma controvérsia sob o carro de segurança, com Pierre Gasly e outros passando um veículo de recuperação estacionário na pista, lembrando o acidente de 2014 que matou Jules Bianchi. Após a corrida, as ações foram amplamente condenadas com o pai de Bianchi, Philippe, que escreveu no Instagram: "Sem respeito pela vida do piloto, sem respeito pela memória de Jules". Incrível". A FIA confirmou que haverá uma investigação sobre as circunstâncias em torno da implantação de veículos de recuperação em Suzuka.
A corrida foi retomada às 16:15, horário local, atrás do carro de segurança. Apesar de apenas serem completadas 28 das 53 voltas da corrida, que está dentro da tabela de pontuação percentual de conclusão de 50%–75% de volta, os pontos totais foram concedidos, sendo que os pontos parciais somente se aplicam a corrida for suspensa e não puder ser retomada, o que fez com que Max Verstappen se tornasse bicampeão mundial.

## Resultados

### Treino classificatório
| Pos.                | No. | Driver           | Constructor           | Qualifying times | Qualifying times | Qualifying times | Final grid |
| Pos.                | No. | Driver           | Constructor           | Q1               | Q2               | Q3               | Final grid |
| ------------------- | --- | ---------------- | --------------------- | ---------------- | ---------------- | ---------------- | ---------- |
| 1                   | 1   | Max Verstappen   | Red Bull Racing-RBPT  | 1:30.224         | 1:30.346         | 1:29.304         | 1          |
| 2                   | 16  | Charles Leclerc  | Ferrari               | 1:30.402         | 1:30.486         | 1:29.314         | 2          |
| 3                   | 55  | Carlos Sainz Jr. | Ferrari               | 1:30.336         | 1:30.444         | 1:29.361         | 3          |
| 4                   | 11  | Sergio Pérez     | Red Bull Racing-RBPT  | 1:30.622         | 1:29.925         | 1:29.709         | 4          |
| 5                   | 31  | Esteban Ocon     | Alpine-Renault        | 1:30.696         | 1:30.357         | 1:30.165         | 5          |
| 6                   | 44  | Lewis Hamilton   | Mercedes              | 1:30.906         | 1:30.443         | 1:30.261         | 6          |
| 7                   | 14  | Fernando Alonso  | Alpine-Renault        | 1:30.603         | 1:30.343         | 1:30.322         | 7          |
| 8                   | 63  | George Russell   | Mercedes              | 1:30.865         | 1:30.465         | 1:30.389         | 8          |
| 9                   | 5   | Sebastian Vettel | Aston Martin-Mercedes | 1:31.256         | 1:30.656         | 1:30.554         | 9          |
| 10                  | 4   | Lando Norris     | McLaren-Mercedes      | 1:30.881         | 1:30.473         | 1:31.003         | 10         |
| 11                  | 3   | Daniel Ricciardo | McLaren-Mercedes      | 1:30.880         | 1:30.659         | N/A              | 11         |
| 12                  | 77  | Valtteri Bottas  | Alfa Romeo-Ferrari    | 1:31.226         | 1:30.709         | N/A              | 12         |
| 13                  | 22  | Yuki Tsunoda     | AlphaTauri-RBPT       | 1:31.130         | 1:30.808         | N/A              | 13         |
| 14                  | 24  | Zhou Guanyu      | Alfa Romeo-Ferrari    | 1:30.894         | 1:30.953         | N/A              | 14         |
| 15                  | 47  | Mick Schumacher  | Haas-Ferrari          | 1:31.152         | 1:31.439         | N/A              | 15         |
| 16                  | 23  | Alexander Albon  | Williams-Mercedes     | 1:31.311         | N/A              | N/A              | 16         |
| 17                  | 10  | Pierre Gasly     | AlphaTauri-RBPT       | 1:31.322         | N/A              | N/A              | PL1        |
| 18                  | 20  | Kevin Magnussen  | Haas-Ferrari          | 1:31.352         | N/A              | N/A              | 17         |
| 19                  | 18  | Lance Stroll     | Aston Martin-Mercedes | 1:31.419         | N/A              | N/A              | 18         |
| 20                  | 6   | Nicholas Latifi  | Williams-Mercedes     | 1:31.511         | N/A              | N/A              | 192        |
| 107% time: 1:36.539 |     |                  |                       |                  |                  |                  |            |
| Source:             |     |                  |                       |                  |                  |                  |            |

Notas
• ↑1  – Pierre Gasly qualificou-se em 17º, mas começou a corrida a partir do pit lane devido a uma montagem da asa traseira, lastro da asa dianteira e a configuração da suspensão.
• ↑2  – Nicholas Latifi recebeu uma penalidade de cinco posições no grid por causar uma colisão com Zhou Guanyu no GP anterior Grande Prêmio de Singapura. A penalidade não fez diferença, pois ele se classificou na última posição.

### Corrida
A corrida começou às 14h00, hora local, em 9 de outubro de 2022, mas foi bandeira vermelha na volta 2. Houve alguma controvérsia sob o carro de segurança, com Pierre Gasly e outros passando um veículo de recuperação estacionário na pista em velocidade de corrida, semelhante ao acidente de 2014 que matou Jules Bianchi.
A corrida recomeçou às 16h15, hora local, atrás do safety car.
| Pos.                                                                     | No. | Driver           | Constructor           | Laps | Time/Retired        | Grid | Points |
| ------------------------------------------------------------------------ | --- | ---------------- | --------------------- | ---- | ------------------- | ---- | ------ |
| 1                                                                        | 1   | Max Verstappen   | Red Bull Racing-RBPT  | 28   | 3:01:44.004         | 1    | 25     |
| 2                                                                        | 11  | Sergio Pérez     | Red Bull Racing-RBPT  | 28   | +27.066             | 4    | 18     |
| 3                                                                        | 16  | Charles Leclerc  | Ferrari               | 28   | +31.7631            | 2    | 15     |
| 4                                                                        | 31  | Esteban Ocon     | Alpine-Renault        | 28   | +39.685             | 5    | 12     |
| 5                                                                        | 44  | Lewis Hamilton   | Mercedes              | 28   | +40.326             | 6    | 10     |
| 6                                                                        | 5   | Sebastian Vettel | Aston Martin-Mercedes | 28   | +46.358             | 9    | 8      |
| 7                                                                        | 14  | Fernando Alonso  | Alpine-Renault        | 28   | +46.369             | 7    | 6      |
| 8                                                                        | 63  | George Russell   | Mercedes              | 28   | +47.661             | 8    | 4      |
| 9                                                                        | 6   | Nicholas Latifi  | Williams-Mercedes     | 28   | +1:10.143           | 19   | 2      |
| 10                                                                       | 4   | Lando Norris     | McLaren-Mercedes      | 28   | +1:10.782           | 10   | 1      |
| 11                                                                       | 3   | Daniel Ricciardo | McLaren-Mercedes      | 28   | +1:12.877           | 11   |        |
| 12                                                                       | 18  | Lance Stroll     | Aston Martin-Mercedes | 28   | +1:13.904           | 18   |        |
| 13                                                                       | 22  | Yuki Tsunoda     | AlphaTauri-RBPT       | 28   | +1:15.599           | 13   |        |
| 14                                                                       | 20  | Kevin Magnussen  | Haas-Ferrari          | 28   | +1:26.016           | 17   |        |
| 15                                                                       | 77  | Valtteri Bottas  | Alfa Romeo-Ferrari    | 28   | +1:26.496           | 12   |        |
| 16                                                                       | 24  | Zhou Guanyu      | Alfa Romeo-Ferrari    | 28   | +1:27.043           | 14   |        |
| 17                                                                       | 47  | Mick Schumacher  | Haas-Ferrari          | 28   | +1:32.523           | 15   |        |
| 18                                                                       | 10  | Pierre Gasly     | AlphaTauri-RBPT       | 28   | +1:48.0912          | PL   |        |
| Ret                                                                      | 55  | Carlos Sainz Jr. | Ferrari               | 0    | Acidente            | 3    |        |
| Ret                                                                      | 23  | Alexander Albon  | Williams-Mercedes     | 0    | Problema Hidráulico | 16   |        |
| Volta mais rápida: Zhou Guanyu Alfa Romeo-Ferrari) – 1:44.411 (volta 20) |     |                  |                       |      |                     |      |        |
| Source:                                                                  |     |                  |                       |      |                     |      |        |

Notes
- ↑1  – Charles Leclerc terminou em segundo, mas ele recebeu uma penalização de cinco segundos por sair da pista e ganhar vantagem.[14]
- ↑2  – Pierre Gasly terminou em 17°, mas ele recebeu uma penalização de 20 segundos de drive through devido ao excesso de velocidade em condições de bandeira vermelha.[14]

## Curiosidades
- Nesta prova, Max Verstappen se sagrou bicampeão mundial e igualou o número de títulos de Alberto Ascari, Jim Clark, Graham Hill, Emerson Fittipaldi, Mika Häkkinen e Fernando Alonso.[2]
- 32º vitória de Max Verstappen, igualando as mesmas 32 vitórias de Fernando Alonso.
- 12º vez que o Circuito de Suzuka que foi palco de mais um título decidido na Fórmula 1.
- Guanyu Zhou fez a volta mais rápida pela primeira vez na Fórmula 1.
- Ultimos pontos de Nicholas Latifi na carreira.

## Voltas na Liderança
| Nº de Voltas | Piloto          | Voltas    |
| ------------ | --------------- | --------- |
| 27           | Max Verstappen  | 1-7, 9-28 |
| 1            | Fernando Alonso | 8         |

## 2022 DHL Fastest Pit Stop Award

### Resultado
| 1      | 10 | Pierre Gasly     | AlphaTauri-RBPT       | 2.45 | 25 |
| 2      | 18 | Lance Stroll     | Aston Martin-Mercedes | 2.46 | 18 |
| 3      | 22 | Yuki Tsunoda     | AlphaTauri-RBPT       | 2.52 | 15 |
| 4      | 14 | Fernando Alonso  | Alpine-Renault        | 2.55 | 12 |
| 5      | 1  | Max Verstappen   | Red Bull Racing-RBPT  | 2.75 | 10 |
| 6      | 31 | Esteban Ocon     | Alpine-Renault        | 2.98 | 8  |
| 7      | 11 | Sergio Pérez     | Red Bull Racing-RBPT  | 3.18 | 6  |
| 8      | 3  | Daniel Ricciardo | McLaren-Mercedes      | 3.23 | 4  |
| 9      | 47 | Mick Schumacher  | Haas-Ferrari          | 3.25 | 2  |
| 10     | 6  | Nicholas Latifi  | Williams-Mercedes     | 3.26 | 1  |
| Fonte: |    |                  |                       |      |    |

### Classificação
| Tabela do DHL Fastest Pit Stop Award \| Pos \| Construtor \| Pontos \| \| --- \| --------------------- \| ------ \| \| 1 \| Red Bull Racing-RBPT \| 460 \| \| 2 \| McLaren-Mercedes \| 325 \| \| 3 \| Ferrari \| 212 \| \| 4 \| Aston Martin-Mercedes \| 188 \| \| 5 \| Alpine-Renault \| 170 \| \| 6 \| AlphaTauri-RBPT \| 168 \| \| 7 \| Williams-Mercedes \| 135 \| \| 8 \| Mercedes \| 101 \| \| 9 \| Alfa Romeo-Ferrari \| 23 \| \| 10 \| Haas-Ferrari \| 14 \| |                       |        |
| Pos | Construtor            | Pontos |
| 1 | Red Bull Racing-RBPT  | 460    |
| 2 | McLaren-Mercedes      | 325    |
| 3 | Ferrari               | 212    |
| 4 | Aston Martin-Mercedes | 188    |
| 5 | Alpine-Renault        | 170    |
| 6 | AlphaTauri-RBPT       | 168    |
| 7 | Williams-Mercedes     | 135    |
| 8 | Mercedes              | 101    |
| 9 | Alfa Romeo-Ferrari    | 23     |
| 10 | Haas-Ferrari          | 14     |

## Tabela do Campeonato após a corrida
|         | Pos. | Driver           | Points |
| ------- | ---- | ---------------- | ------ |
|         | 1    | Max Verstappen   | 366    |
| 1       | 2    | Sergio Pérez     | 253    |
| 1       | 3    | Charles Leclerc  | 252    |
|         | 4    | George Russell   | 207    |
|         | 5    | Carlos Sainz Jr. | 202    |
| Source: |      |                  |        |

|         | Pos. | Constructor          | Points |
| ------- | ---- | -------------------- | ------ |
|         | 1    | Red Bull Racing-RBPT | 619    |
|         | 2    | Ferrari              | 454    |
|         | 3    | Mercedes             | 387    |
|         | 4    | McLaren-Mercedes     | 130    |
|         | 5    | Alpine-Renault       | 143    |
| Source: |      |                      |        |

- Notas: Apenas as cinco primeiras posições estão incluídas para ambos os conjuntos de classificação.

|  |         |
|  | Campeão |